# 泰雪
泰雪（法語：Teyssieu，法語發音：[tɛsjø]）是法国洛特省的一个市镇，属于菲雅克区。

## 地理
泰雪（44°55'6"N, 1°57'18"E）面积13.63 平方千米，位于法国奧克西塔尼大區洛特省，该省份为法国西南部内陆省份，北起顺时针与科雷兹省、康塔爾省、阿韦龙省、塔恩-加龙省、洛特-加龍省和多尔多涅省接壤。
与泰雪接壤的市镇（或旧市镇、城区）包括：科尔纳克、埃斯塔勒、塞尔河畔拉瓦勒、凯尔西地区苏塞拉克。

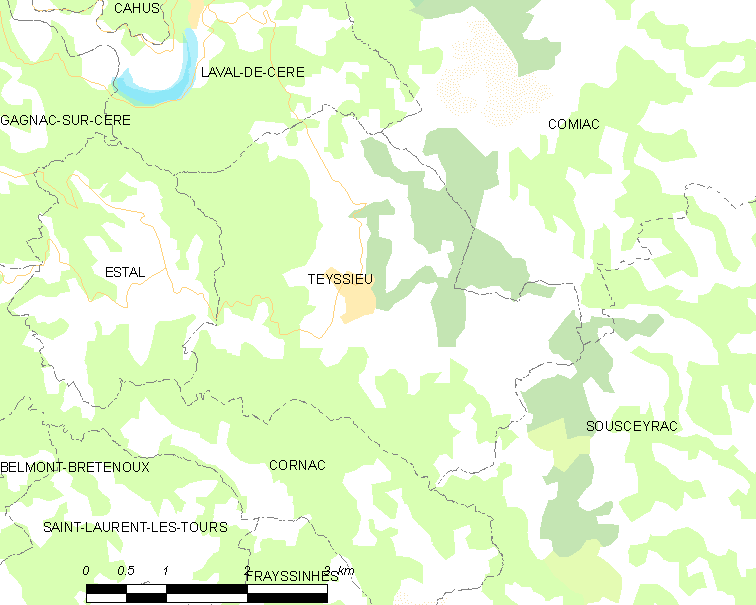
泰雪的OSM定位图

泰雪的时区为UTC+01:00、UTC+02:00（夏令时）。

## 行政
泰雪的邮政编码为46190，INSEE市镇编码为46315。

## 政治
泰雪所属的省级选区为塞尔-塞加拉县。

## 人口

1962-2008年间泰雪人口变化图示

泰雪于2022年1月1日时的人口数量为163人。